# Onthophagus histeriformis
Onthophagus histeriformis là một loài bọ cánh cứng trong họ Bọ hung (Scarabaeidae).